# British Rail Class 185
British Rail Class 185 — дизельный поезд семейства Desiro, произведённый немецкой компанией Siemens Transportation Systems. Строился с 2005 по 2006 год. Всего построен 51 поезд. Эксплуатируется компанией TransPennine Express.

## История
В 2003 году компания First TransPennine Express заказала 56 дизельных поездов по восьмилетней франшизе. Контракт был подписан в сентябре 2003 года, но уже в 2004 году заказ был сокращён до 51 состава. Строительство поездов Class 185 началось в 2005 году в Крефельде и продолжалось по 2006 год. К январю 2007 года каждый из 51 составов начал эксплуатацию, тем самым заменив поезда Class 158.
В июне 2017 года компания TransPennine Express начала проводить модернизацию составов Class 185. Первый состав был готов в июле 2017 года, а в 2018 году модернизация была завершена. В поездах были установлены разъёмы для зарядки, светодиодное освещение, а также был обновлён салон и туалеты.

## Описание

### Внешние характеристики
Дизельный поезд построен на алюминиевом кузове. Длина одного вагона составляет 23.763 мм, высота — 3.710 мм. Длина всего поезда составляет 71,28 м. В каждом вагоне установлены по две пары прислонно-раздвижных дверей, оборудованные кнопкой для их открытия. Вагон первого класса обозначен цифрой 1. Кабины не имеют выхода с торца состава.

### Динамические характеристики
Питание поезда обеспечивается тремя двигателями, имеющие мощность по 560 кВт каждый. Ускорение составляет 0,49 м/с², а максимальная скорость — 160 км/ч (100 миль/ч). Поезд имеет систему электропневматического торможения.

### Салон
Головной вагон стандартного класса имеет 64 сидячих места по схеме компоновки 2+2. Не имеет туалета, но имеет места для багажа и велосипедов.
Промежуточный вагон имеет 72 сидячих места по схеме компоновки 2+2. В отличие от головного вагона стандартного класса, имеет туалет, но не имеет багажных и велосипедных мест.
Головной вагон первого класса имеет 15 мест первого класса компоновки 2+1, 18 стандартных мест, а также 2 места для инвалидов. Туалет оборудован кондиционером, доступен для маломобильных людей.

## Модификации
На данный момент построен один вариант поездов Class 185.

### Class 185/1
Данный вариант поезда построен в 3-вагонной составности под бортовыми номерами 185101—185151. Эксплуатируется компанией TransPennine Express.

## Именные поезда

### Hull Paragon 175
В 2023 году поезд под бортовым номером 185113 получил данную окраску в честь 175-летия станции Халл-Парагон.

## Изображения

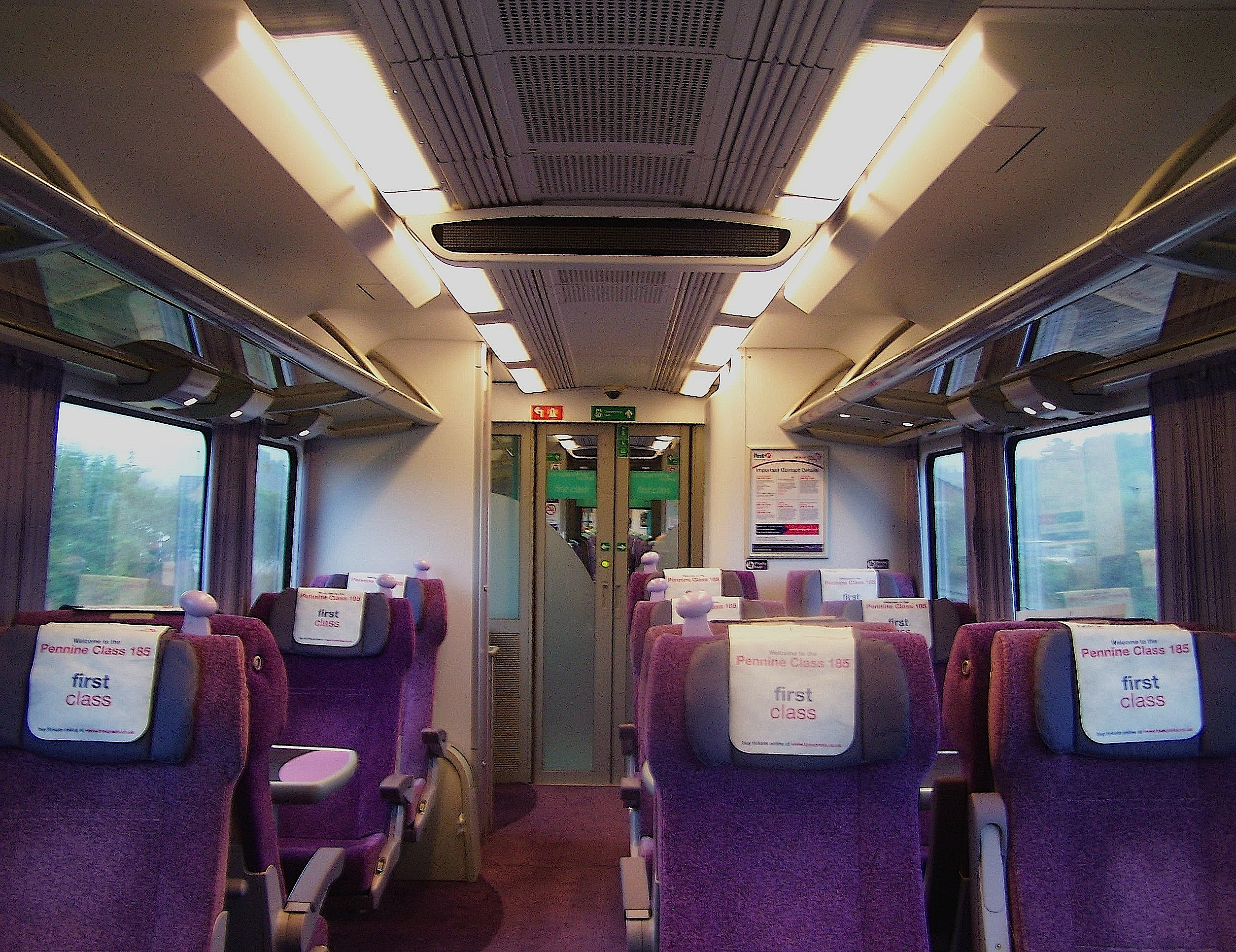
Вагон первого класса
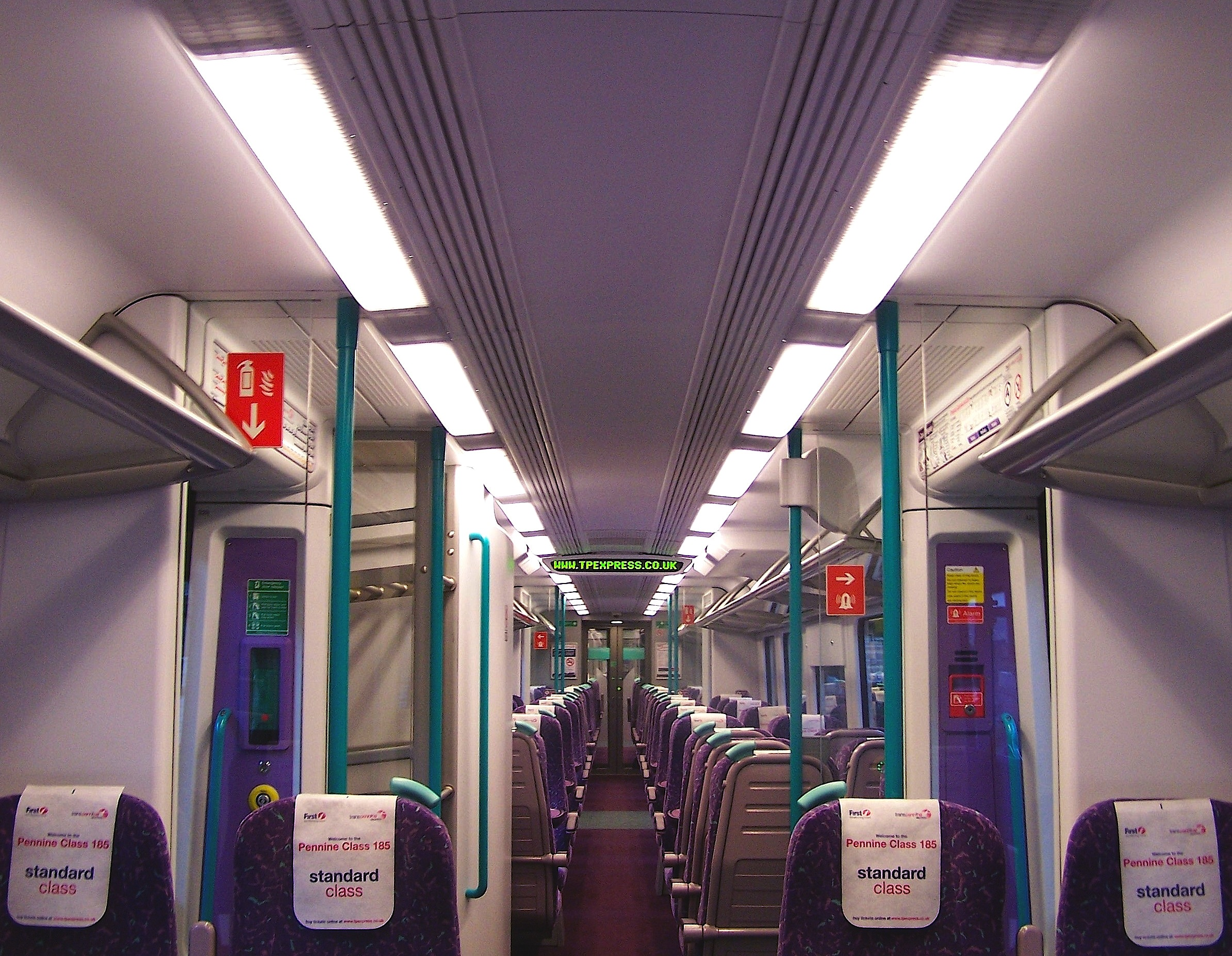
Вагон стандартного класса